# Elin Nordegren
Elin Pernilla Maria Nordegren, 2004–2010 med efternamnet Woods, född 1 januari 1980 i Vaxholm, är en svensk före detta fotomodell. Hon var från 2004 till 2010 gift med golfspelaren Tiger Woods. Paret fick två barn och träffades när Nordegren arbetade som barnflicka hos golfspelaren Jesper Parnevik i Florida.
Nordegren är dotter till Sveriges före detta migrationsminister Barbro Holmberg och journalisten Thomas Nordegren.
I maj 2014 tog Nordegren examen i psykologi vid Rollins College i Winter Park, Florida.
Från 2019 har Nordegren tre barn med före detta NFL-spelaren Jordan Cameron.